# Desa Sukasirna (administrativ by i Indonesien, lat -6,80, long 107,23)
Desa Sukasirna är en administrativ by i Indonesien.   Den ligger i provinsen Jawa Barat, i den västra delen av landet, 80 km sydost om huvudstaden Jakarta.